# Vincha
Una vincha es una cinta o banda de un material generalmente textil que se coloca en la cabeza desde la frente hasta la nuca. La misma puede cumplir objetivos tanto funcionales como decorativos. 
La vincha es uno de los accesorios decorativos y de moda utilizados por la mujer y el hombre desde la antigüedad.

## Historia

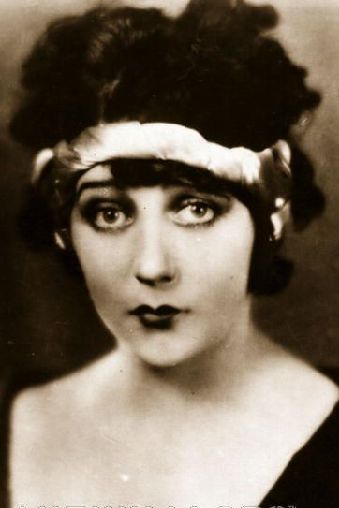
La actriz Barbara La Marr (circa 1922) utilizando una vincha como complemento del tocado en su cabeza.

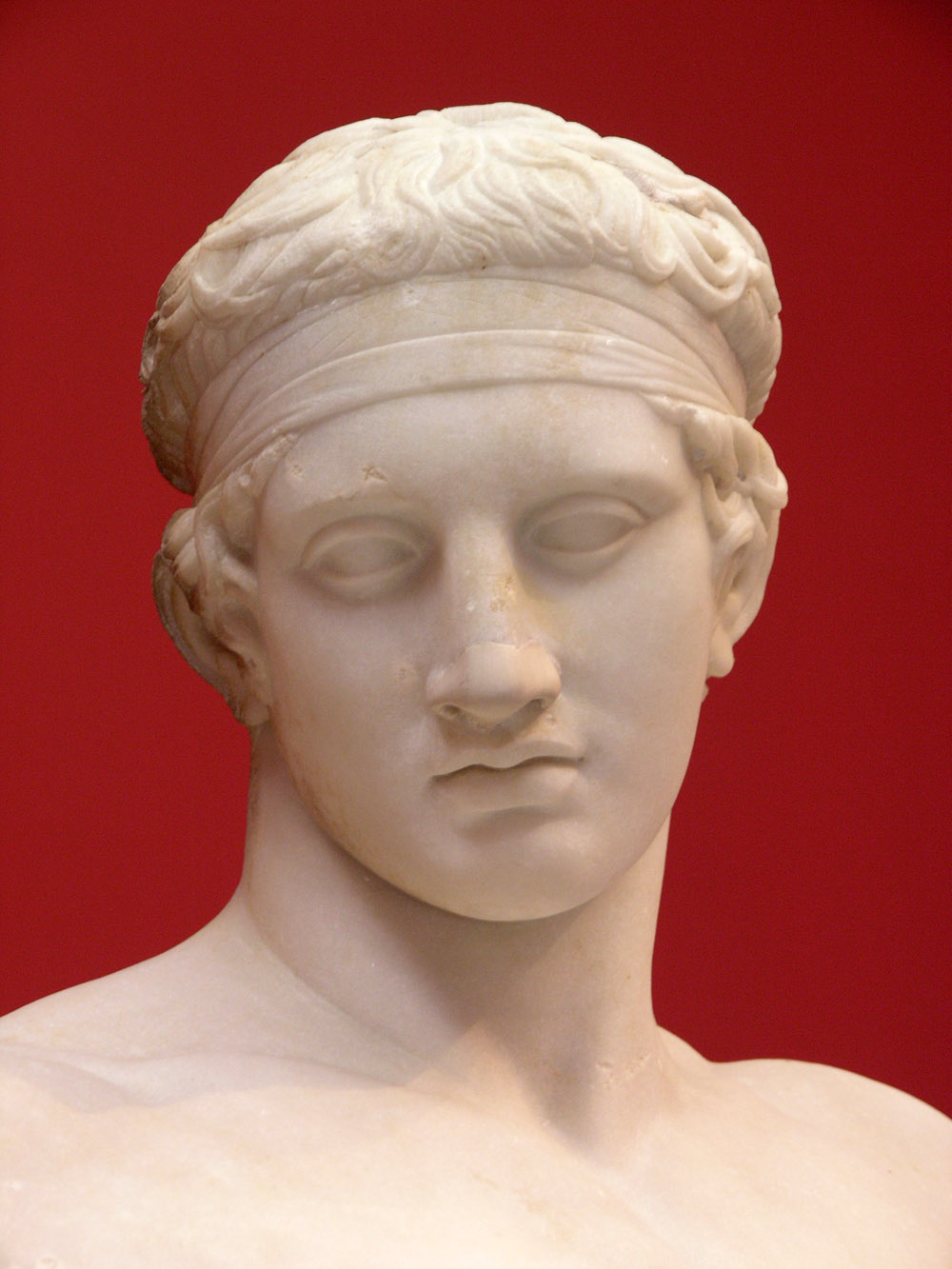
Copia de una cabeza romana de un hombre joven con una vincha en su cabeza.

La vincha es un accesorio de moda antiguo del que existen registros que por lo menos se remontan a la Edad Media (por ejemplo siglo XI para mantener los pañuelos que se usaban en la cabeza en un determinado sitio). 

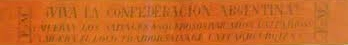
Ejemplo de una divisa

En el Cono Sur fue accesorio común en la vestimenta del gaucho e hizo las veces de distintivo militar bajo el nombre de divisa. Su uso como tal se remonta a la guerra de independencia donde los patriotas usaban vinchas blancas, en la guerra civil argentina las vinchas rojas identificaron a los federales y las azules los unitarios, en la Guerra Grande vinchas rojas y blancas tal cual la denominación del partido político que le correspondiera.
A causa de su faceta funcional, para recoger el cabello, es un accesorio popular tanto entre las mujeres de la burguesía como entre las mujeres trabajadoras.
La actriz Brigitte Bardot contribuyó a popularizar la vincha en Francia y occidente especialmente durante las décadas de 1960 y 1970, como un accesorio de moda. 
De forma adicional las casas de alta costura la han utilizado como complemento de sus atuendos y diseños, por ejemplo en 2013 Dolce & Gabbana, Fendi o Maison Michel.

## Uso en los deportes

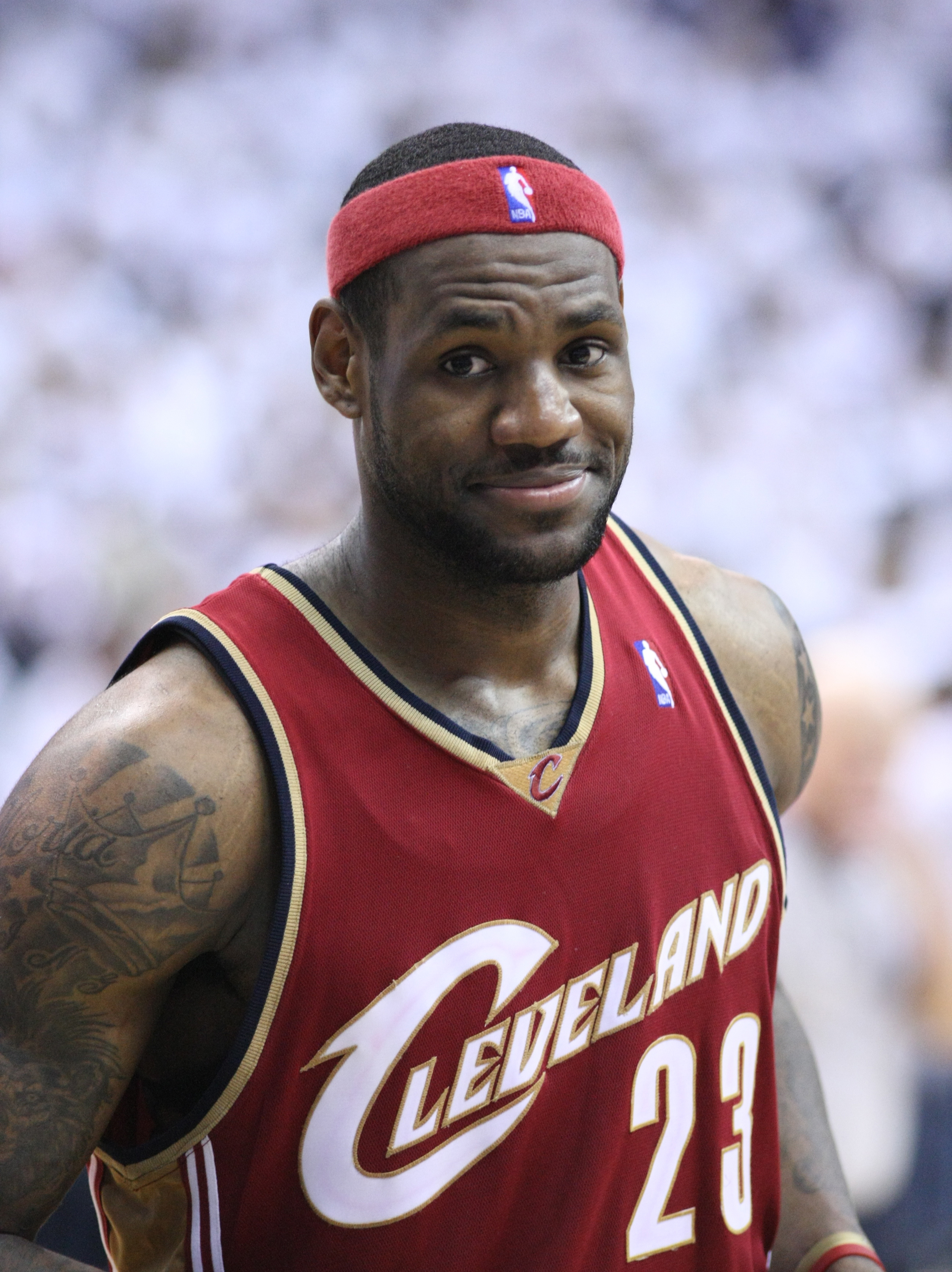
El deportista LeBron James utilizando su vincha distintiva para controlar la sudoración en la cara.

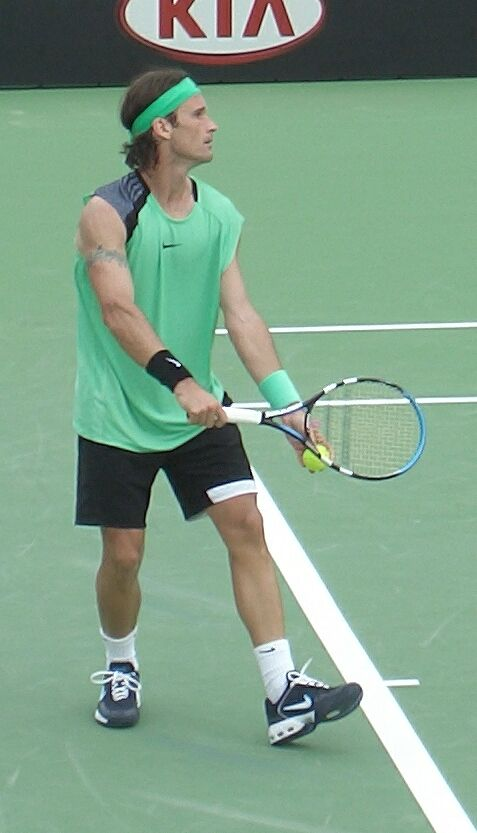
Uso de la vincha en la práctica de deportes.

En un contexto deportivo, la vincha esta fabricada de un material textil elástico y generalmente con una textura de toalla; uno de sus roles es absorber la transpiración de la cabeza y frente de manera que la misma no escurra y dificulte la visión del deportista.  
El otro rol especialmente en el caso de personas con cabellos largos es mantener los mismos ordenados de manera que no se desplacen e interfieran con la visión. 
En deportes invernales a veces se utilizan vinchas fabricadas de materiales aislantes, cuyo rol es mantener los oídos protegidos del frío.

## Otros usos contemporáneos
Para usar como accesorio de moda en los peinados, un pañuelo doblado puede sustituir a la vincha. Puede ser más o menos ancho, cubrir o no las orejas una vez en su lugar, dependiendo de los modos. 
Los materiales, colores y accesorios también son variables. La vincha se usa alrededor de la cabeza, debajo del cabello, envolviendo la cabeza del cuello en la raíz del cabello para mantenerlos hacia atrás. 
Es un dispositivo que permite despejar el cabello de la cara.